# Brigada «Aragón» I
La Brigada "Aragón" (ex BOP I), es una Brigada del Ejército de Tierra de España que formó parte de la División «San Marcial». La brigada fue creada como consecuencia de la reorganización de las Fuerzas Armadas por Orden Ministerial 8/2015 de 22 de enero. La posterior Orden DEF/1265/2015 de
29 de junio determinó los regimientos que tenían que pasar a depender de la nueva brigada.
Desde 2018, pasa a formar parte de la División "Castillejos" y desde 2020, fruto de una nueva reorganización del Ejército de Tierra, deja de denominarse Brigada Orgánica Polivalente (BOP), denominación que se extingue.

## Introducción
La Brigada "Aragón" I se creó como parte de la reorganización de las Fuerzas Armadas españolas que tuvo como fin racionalizar su estructura para modernizarla y adaptarla a los nuevos retos globales y tecnológicos. La nueva brigada incorpora elementos de las desaparecidas Jefatura de Tropas de Montaña «Aragón», Brigada de Caballería «Castillejos» II y Brigada de Infantería Ligera «San Marcial» V, preservando el historial, espíritu y tradiciones de las unidades que reemplaza y manteniendo la capacidad de generar un agrupamiento táctico de montaña. El lema de la unidad, Nada hay que temer a la sombra de los estandartes reales, lo ha heredado de la Brigada de Caballería «Castillejos» (en latín: Nihil pavendum est tessera hac regali).

## Unidades
Desde diciembre de 2018, la Brigada "Aragón" I se articula en:
- Cuartel General.
- Batallón de Cuartel General.
- Regimiento de Infantería «Arapiles» n.º 62.
  - Batallón de Infantería «Badajoz» I/62.
- Regimiento de Infantería «Galicia» n.º 64, de Cazadores de Montaña.
  - Batallón de Infantería «Pirineos» I/64
  - Compañía de Esquiadores Escaladores 1/64.
- Regimiento de Infantería «América» n.º 66[9]
  -  Batallón de Infantería «Montejurra» I/66.
- Regimiento Acorazado «Pavía» n.º 4.
  - Batallón de Infantería de Carros de Combate «Flandes» I/4.[10]
  - Grupo de Caballería Acorazada «Húsares de la Princesa» II/4.[10]
- Regimiento de Artillería de Campaña n.º 20.
  - Grupo de Artillería de Campaña.
  - Batería de Artillería Antiaérea
- Batallón de Zapadores I.
- Grupo Logístico I.
- Unidad de Servicios de Base Discontinua "San Jorge". Pertenece a la Dirección de Acuartelamiento de la Inspección General de Ejército.
- Unidad de Servicios de Base Discontinua "Oroel". Pertenece a la Dirección de Acuartelamiento de la Inspección General de Ejército.
- Unidad de Servicios de Acuartelamiento "General Álvarez de Castro". Pertenece a la Dirección de Acuartelamiento de la Inspección General de Ejército.

## Despliegue
Las unidades de la Brigada están alojadas en acuartelamientos de la Tercera Subinspección General del Ejército (Pirenaica) en Aragón, Cataluña y Navarra. El Regimiento «Arapiles» ocupa el acuartelamiento «General Álvarez de Castro» en San Clemente Sasebas (Gerona), el Regimiento «América» ocupa el acuartelamiento «Aizoain» en Berrioplano (Navarra), el Regimiento «Galicia» se aloja en la Base «Oroel» de Jaca (Huesca) y el resto de la Brigada se localiza en la Base «San Jorge» de Zaragoza.

## Equipamiento

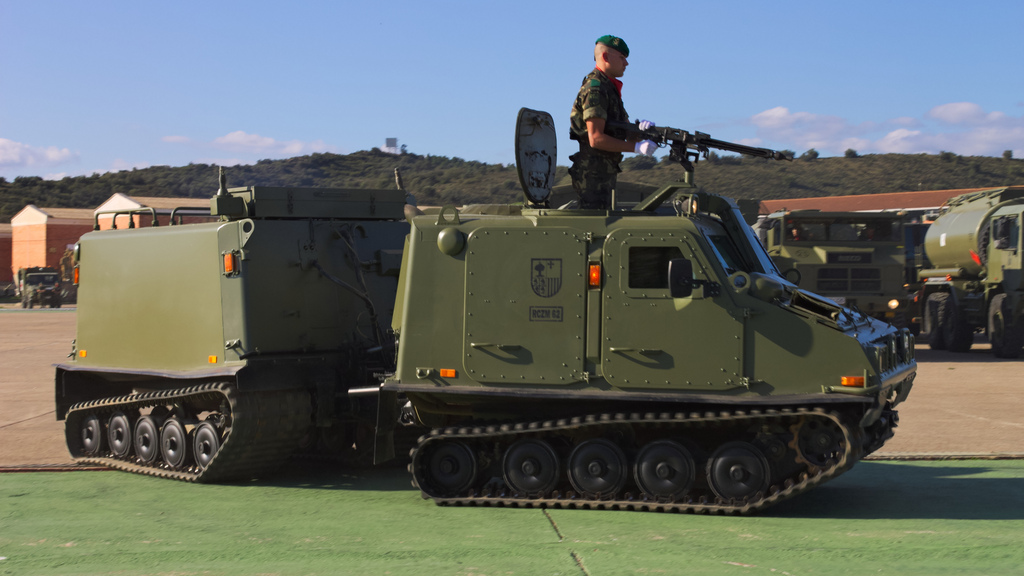
Transporte Oruga de Montaña Bv 206s del Regimiento «Arapiles»

La restructuración en curso del Ejército de Tierra también implica la redistribución de los medios existentes para conseguir brigadas con un capacidad polivalente. La Brigada «Aragón» cuenta con cinco unidades de maniobra: cuatro batallones de infantería –uno de ellos de carros de combate– y un grupo de caballería. En el futuro cada uno de los elementos de maniobra tendrá una tabla de organización y equipo distinta:
- Batallón de Infantería de Carros de Combate: adquirirá de nuevo carros de combate Leopard 2E.
- Batallón de Infantería Mecanizada: su vehículo principal será el vehículo combate de infantería Pizarro.
- Batallón de Infantería Protegida de Cazadores de Montaña: su dotación incluirá transportes oruga de montaña como el Bv 206s.
- Batallón de Infantería Ligera (Aerotransportable): usará vehículos ligeros como el VAMTAC, el RG-31 o el Lince.
- Grupo de Caballería Acorazada: carros de combate Leopard 2E y vehículos de exploración de caballería VEC-M1, estos últimos a ser reemplazados a largo plazo por una versión de caballería del futuro vehículo 8x8.[16]

El Regimiento de Artillería, equipado con obuses autopropulsados de 155mm M-109 A5E, en el futuro también incorporará cañones remolcados de 105mm L-118/L-119 y medios antiaéreos.